# Pseudobombax marginatum
Pseudobombax marginatum là một loài thực vật có hoa trong họ Cẩm quỳ. Loài này được (A.St.-Hil.) A.Robyns miêu tả khoa học đầu tiên năm 1963.